# The Nation of Ulysses
The Nation of Ulysses foi uma banda americana de punk rock, de Washington, D.C.. Formada na primavera de 1988 com quatro membros. Originalmente conhecido como "Ulysses", a primeira marca do grupo consistia em Ian Svenonius nos vocais e trompete, Steve Kroner na guitarra, Steve Gamboa na guitarra e James Canty na bateria. Tim Green entrou na banda no final de 1989 como guitarrista e a banda se tornou "Nation of Ulysses". Nation of Ulysses se separou no outono de 1992, depois de não ter completado seu terceiro álbum. Após o rompimento, Svenonius, Canty e Gamboa formaram o Cupid Car Club e The Make-Up. Tim Green ajudou a criar o The Fucking Champs, um trio principalmente instrumental de São Francisco, e mais tarde o Concentrick, um projeto solo com foco na música ambiente.
A banda era conhecida por sua política de extrema-esquerda, suas performances ao vivo extremamente físicas e sua visão única da cultura e moda punk. No total, Nation of Ulysses lançou três álbuns completos e dois EPs de vinil lançados no Dischord Records, e foram apresentados em vários álbuns de compilação em várias gravadoras.

## Discografia

### Álbuns de estúdio
- 1991: 13-Point Program to Destroy America (Dischord)
- 1992: Plays Pretty for Baby (Dischord)
- 2000: The Embassy Tapes (Dischord)[4]

### EPs
- 1991: Nation of Ulysses (Dischord)
- 1992: The Birth of the Ulysses Aesthetic (the synthesis of speed and transformation) (Dischord)